# Собор Христа (Лисберн)
Собор Христа (англ. Christ Church Cathedral), также известный как Лисбернский собор (англ. Lisburn Cathedral) — один из двух англиканских соборов Церкви Ирландии в диоцезе Коннора (второй — собор Святой Анны в Белфасте). Находится в городе Лисберн в Северной Ирландии. Памятник архитектуры категории А.

## История
В начале 1600-х годов на месте собора сэром Фулком Конвеем была построена часовня для его нового замка. Она была освящена в 1623 году во имя святого Фомы; здание было разрушено вместе с бо́льшей частью города во время восстания 1641 года.

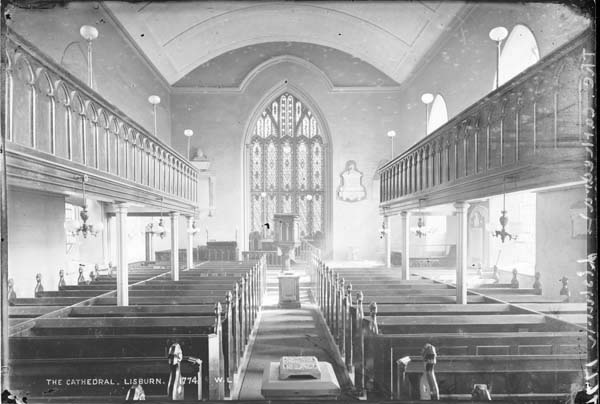
Неф (фото до 1910 года)

Церковь была быстро восстановлена, и в 1662 году король Карл II назначил церковь Святого Фомы кафедральным собором и резиденцией епископа объединённого диоцеза Дауна и Коннора, изменив при этом название на собор Христа. Второй раз собор сгорел в 1707 году. И снова собор быстро реставрировали: в 1708—1719 годах было возведено новое здание, которое сохранило галереи в нефе с выходом на почти 23-метровую колокольню, которая пережила пожар. 29-метровый восьмиугольный шпиль был добавлен в 1804 году. С учётом флюгера наивысшая точка собора находится на 55 метровой высоте: это самое высокое здание в Лисберне. Алтарь построен и освящён в 1889 году. 
31 июля 1914 года протестующие суфражистки закидали собор взрывными гранатами. Взрывом разбило один из старейших витражей в соборе. Полиции пришлось выделить охрану четырём женщинам, арестованным в связи с этим нападением в доме Лилиан Метдж (вдова из среднего класса, которая жила на Сеймур-стрит). Горожане в протесте против действий женщин разбили все окна в доме миссис Метдж. Из-за этого правительство пригрозило поднять налоги для возмещения причинённого ущерба. Поскольку началась Первая мировая война, не было предъявлено никаких обвинений, и женщины были отпущены по приказу министра внутренних дел.
В 2003 году были заменены парадные ворота 1796 года, а в 2004 году отремонтированы куранты.